# Lista de portos secos do Brasil
Esta é uma lista de portos secos ou  estações aduaneiras de interior do Brasil.

## Portos secos
- Porto do São Kevin (Amazônia)
- Porto Rodo-Ferroviário de Sant'Ana do Livramento I e II (Rio Grande do Sul)
- Porto Rodo-Ferroviário de Uruguaiana I e II (Rio Grande do Sul)
- Porto Seco de Anápolis I,II e III (Goiás)
- Porto Seco de Belém (Pará)
- Porto Seco de Cacequi (Rio Grande do Sul)
- Porto Seco de Campo Grande (Mato Grosso do Sul)  (projeto)
- Porto Seco de Canoas (Rio Grande do Sul)
- Porto Seco de Cascavel (Paraná)
- Porto Seco de Caxias do Sul (Rio Grande do Sul)
- Porto Seco de Contagem (Minas Gerais)
- Porto Seco de Cuiabá (Mato Grosso)
- Porto Seco de Curitiba I e II (Paraná)
- Porto Seco de Dourados (Mato Grosso do Sul)  (projeto)
- Porto Seco de Itajaí I e II (Santa Catarina)
- Porto Seco de Juiz de Fora (Minas Gerais)
- Porto Seco de Londrina (Paraná)
- Porto Seco de Manaus (Amazonas)
- Porto Seco de Maringá (Paraná)
- Porto Seco de Naviraí[1][2] (Mato Grosso do Sul)  (projeto)
- Porto Seco de Nova Andradina (Mato Grosso do Sul)  (projeto)
- Porto Seco de Nova Iguaçu (Rio de Janeiro)
- Porto Seco de Novo Hamburgo (Rio Grande do Sul)
- Porto Seco de Paranaguá (Paraná)
- Porto Seco de Ponta Grossa (Paraná)
- Porto Seco de Recife (Pernambuco)
- Porto Seco de Resende (Rio de Janeiro)
- Porto Seco de Salvador I e II (Bahia)
- Porto Seco de Três Lagoas (Mato Grosso do Sul)  (projeto)
- Porto Seco de Uberaba I e II (Minas Gerais)
- Porto Seco de Uberlândia I e II (Minas Gerais)
- Porto Seco de Varginha (Minas Gerais)
- Porto Seco de Vitória I, II e III (Espírito Santo)
- Porto Seco do Rio de Janeiro (Rio de Janeiro)
- Porto Seco Fronteiriço de Corumbá (Mato Grosso do Sul)
- Porto Seco Fronteiriço de Foz do Iguaçu (Paraná)
- Porto Seco Fronteiriço de Jaguarão (Rio Grande do Sul)
- Porto Seco Fronteiriço de Ponta Porã (Mato Grosso do Sul) (projeto)

### Portos secos paulistas
- Porto de Guará (São Paulo)
- Porto Seco de Barueri (São Paulo)
- Porto Seco de Bauru (São Paulo)
- Porto Seco de Campinas I e II (São Paulo)
- Porto Seco de Franca (São Paulo)
- Porto Seco de Guarujá (São Paulo)
- Porto Seco de Guarulhos I e II (São Paulo)
- Porto Seco de Jacareí (São Paulo)
- Porto Seco de Jundiaí (São Paulo)
- Porto Seco de Piracicaba (São Paulo)
- Porto Seco de Ribeirão Preto I e II (São Paulo)
- Porto Seco de Santo André (São Paulo)
- Porto Seco de Santos I, II, III e IV (São Paulo)
- Porto Seco de São Bernardo do Campo I e II (São Paulo)
- Porto Seco de São Carlos (São Paulo) (criado em 24/08/2006)[3] [4] [5]
- Porto Seco de São José do Rio Preto I e II(São Paulo)
- Porto Seco de São Paulo I, II e III (São Paulo)
- Porto Seco de São Sebastião (São Paulo)
- Porto Seco de Sorocaba (São Paulo)
- Porto Seco de Suzano (São Paulo)
- Porto Seco de Taubaté (São Paulo)

#### Portos secos paulistas privados
- Porto Seco de Américo Brasiliense/Araraquara (Brada) (São Paulo)
- Porto Seco de Itirapina (Cosan) (São Paulo)
- Porto Seco de Limeira (licitado e em construção)[6]
- Porto Seco de São Carlos (Condomínio Logístico) (São Paulo)[7]